# Reiner Knizia
Reiner Knizia (født 16. november 1957 i Illertissen, Tyskland) er en udvikler af brætspil i designerspil-genren. Han har designet over 500 spil og har bl.a. vundet fire Spiel des Jahres-priser for Modern Art (1993), Eufrat & Tigris (1998), Lord of the Rings (2001) og Keltis (2008).